# Zimiromus malkini
Zimiromus malkini är en spindelart som beskrevs av Norman I. Platnick och Mohammad U. Shadab 1976. Zimiromus malkini ingår i släktet Zimiromus och familjen plattbuksspindlar.
Artens utbredningsområde är Nicaragua. Inga underarter finns listade i Catalogue of Life.